# Sigma point suscrit
Cette page contient des caractères spéciaux ou non latins. S’ils s’affichent mal (▯, ?, etc.), consultez la page d’aide Unicode.
Sigma point suscrit (capitale: Σ̇, minuscule: σ̇) est une lettre additionnelle grecque, utilisée dans l’alphabet grec albanais des Arvanites au XIXe siècle et dans l’écriture du turc karamanli. Il s’agit de la lettre Σ diacritée d’un point suscrit.

## Représentations informatiques
Le sigma point suscrit peut être représente avec les caractères Unicode suivants (grec et copte, diacritiques):
| formes    | représentations | chaînes de caractères | points de code | descriptions                                             |
| --------- | --------------- | --------------------- | -------------- | -------------------------------------------------------- |
| capitale  | Σ̇               | Σ◌̇                    | U+03A3 U+0307  | lettre majuscule grecque sigma diacritique point suscrit |
| minuscule | σ̇               | σ◌̇                    | U+03C3 U+0307  | lettre minuscule grecque sigma diacritique point suscrit |